# 尿道ブジー
尿道ブジー（にょうどうブジー、英語: Urethral bougie）は経尿道手術後、炎症後などに堅く線維化した組織により、球部から振子部尿道に機械的狭窄が起こった場合に拡張を行う治療である。

## 概要
前立腺肥大症では前立腺部尿道が腺腫により機械的、機能的に閉塞しているが、尿道ブジーを行っても弾力のある前立腺組織による機械的閉塞は解除できず、機能的閉塞には無効なため、薬物療法抵抗性の場合、経尿道的前立腺切除術などの経尿道的手術が必要となる。